# Peter Ryhiner
Peter Rudolf Ryhiner (* 1. Januar 1920 in Basel; † 7. Februar 1975) war ein Schweizer Tierfänger und -händler. 
Seine Eltern waren Albert Ryhiner (1888–1936) und Christine von Stürler (1897–1987). Seit seiner Kindheit von Tieren begeistert ging er als 25-Jähriger nach Südamerika, wurde Partner des Tierfängers Lothar Behrend und dessen Agent in Afrika, Indien und Südostasien. In der Folge baute er sein eigenes Geschäft auf. 
1964 erfand er das Spiel Wild Life.
Nachdem im Laufe der 1960er Jahre neue Tierschutzgesetze die Wildtierzucht auf Zoos beschränkte, bekam seine Karriere einen Knick. Zuletzt arbeitete er als Safari-Begleiter in Kenia, kehrte verarmt in die Schweiz zurück und starb 1975 in der Klinik von Préfargier.
Verheiratet war er mit Monica Tinker und Victoria Rohner.
In den 1990er Jahren drehte Mike Wildbolz (1947–2002) den Dokumentarfilm Ryhiner’s Business.

## Veröffentlichungen
- mit Daniel Pratt Mannix: The Wildest Game. 1958.
- Auf Tierfang durch die Welt. 1961.
- Wildes Leben. 1967 mit Vikki Ryhiner